# Фауна Филиппин

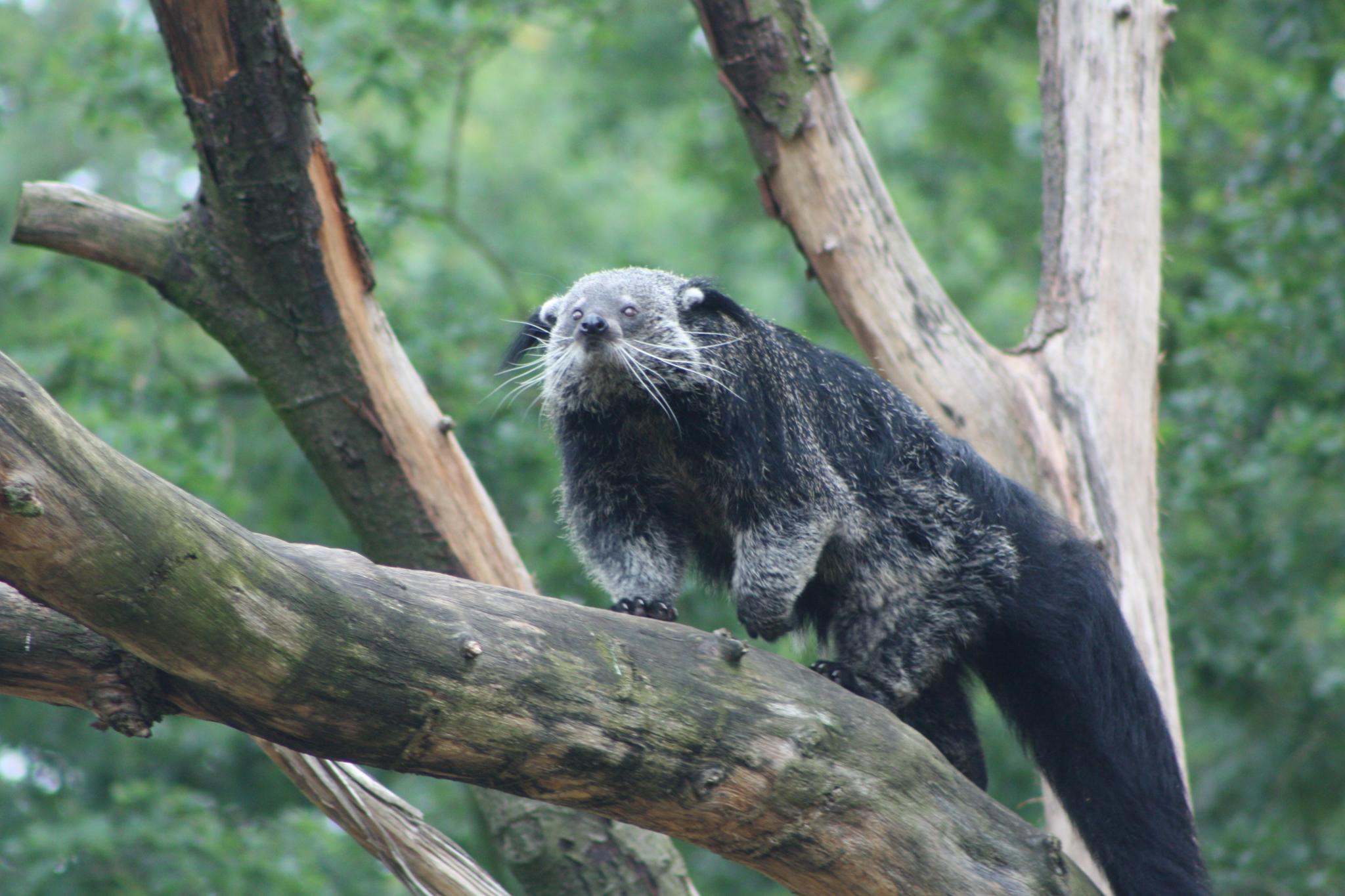
Бинтуронг

Природный мир Филиппин включает в себя большое количество видов животных, в том числе видов-эндемиков. Страна является одной из семнадцати стран с мегаразнообразием, а окружающие воды имеют одно из самых высоких биоразнообразий на планете.
На Филиппинах один из самых высоких показателей открытий животных в мире: за последние десять лет было обнаружено 16 новых видов млекопитающих.

## Млекопитающие
На Филиппинах обитает 206 известных наземных видов, 57% которых эндемики, в водах Филиппин встречается 27 видов морских млекопитающих. 33 наземных и 6 морских видов находятся под угрозой вымирания.
Некоторые наземные виды эндемики Филиппин: филиппинские свиньи, филиппинские мыши-олени, филиппинские замбары, филиппинские пятнистые олени, тамарау, некоторые виды летучих лисиц и мышей, филиппинские шерстокрылы, филиппинские долгопяты, филиппинские дикобразы и многие другие.

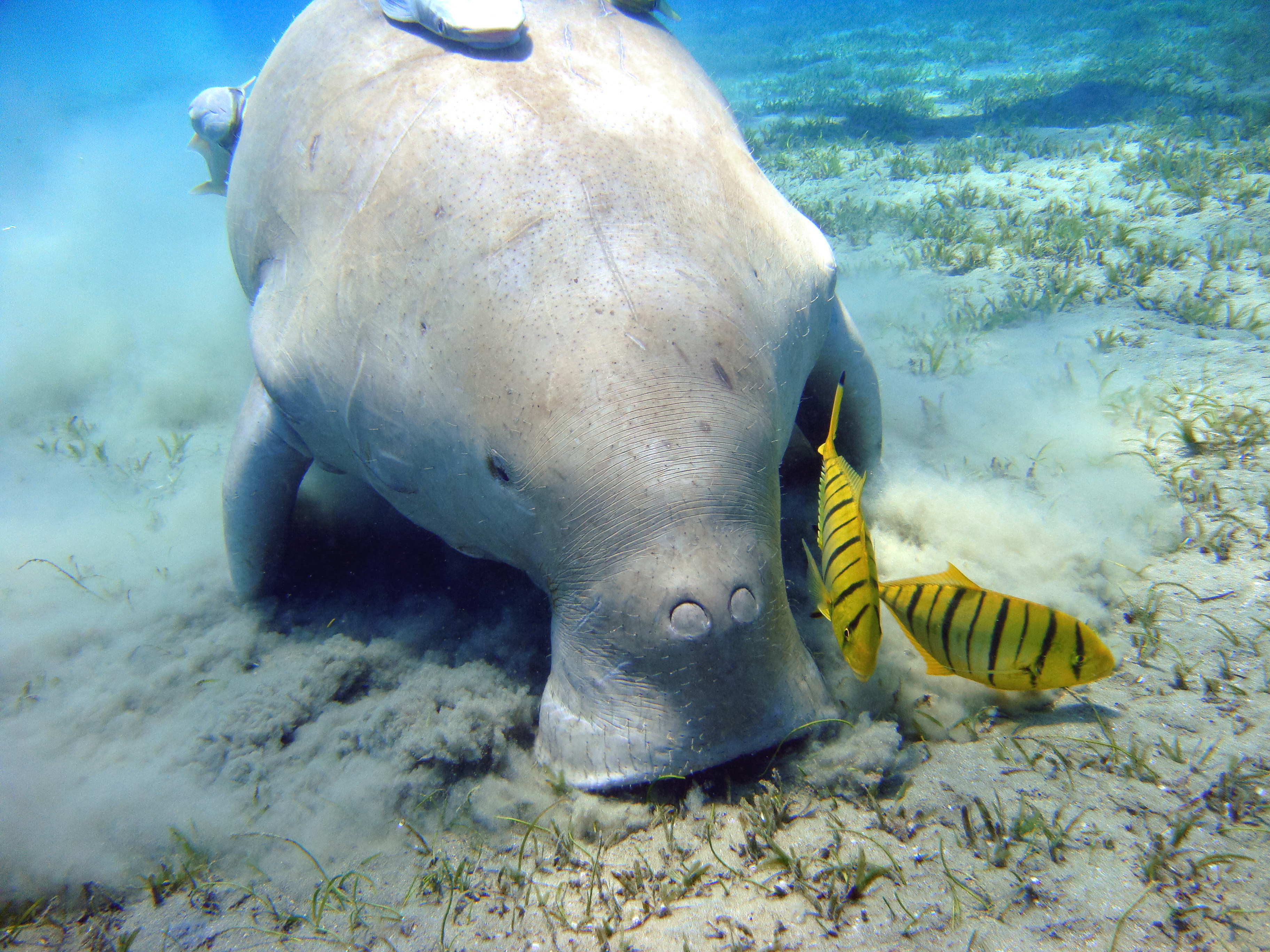
Дюгонь

На архипелаге также встречаются: кабан, пятнистый олень, бинтуронг, островная виверра, восточная бескоготная выдра, макаки-крабоеды и другие.
В водах Филиппин обитают синие и горбатые киты, косатки и малые косатки, афалины, полосатые дельфины, кашалоты, дюгонь и другие.

## Птицы

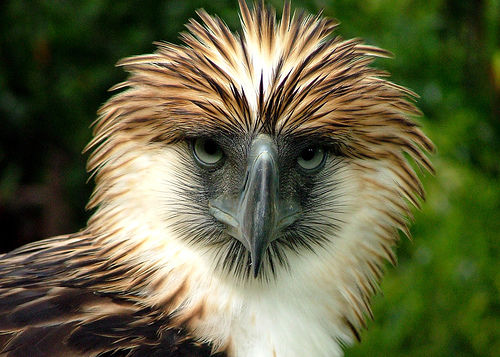
Филиппинский орёл

На Филиппинах обитает 714 видов птиц, 243 из которых эндемики, 3 были завезены человеком, 52 вида являются редкими. Филиппины занимают 3 место по количеству птиц-эндемиков, после Австралии и Индонезии.
67 видов птиц находятся под угрозой исчезновения, среди них рыжеголовая птица-носорог, филиппинский орёл, лопатень, филиппинская кряква и другие.

## Амфибии и рептилии

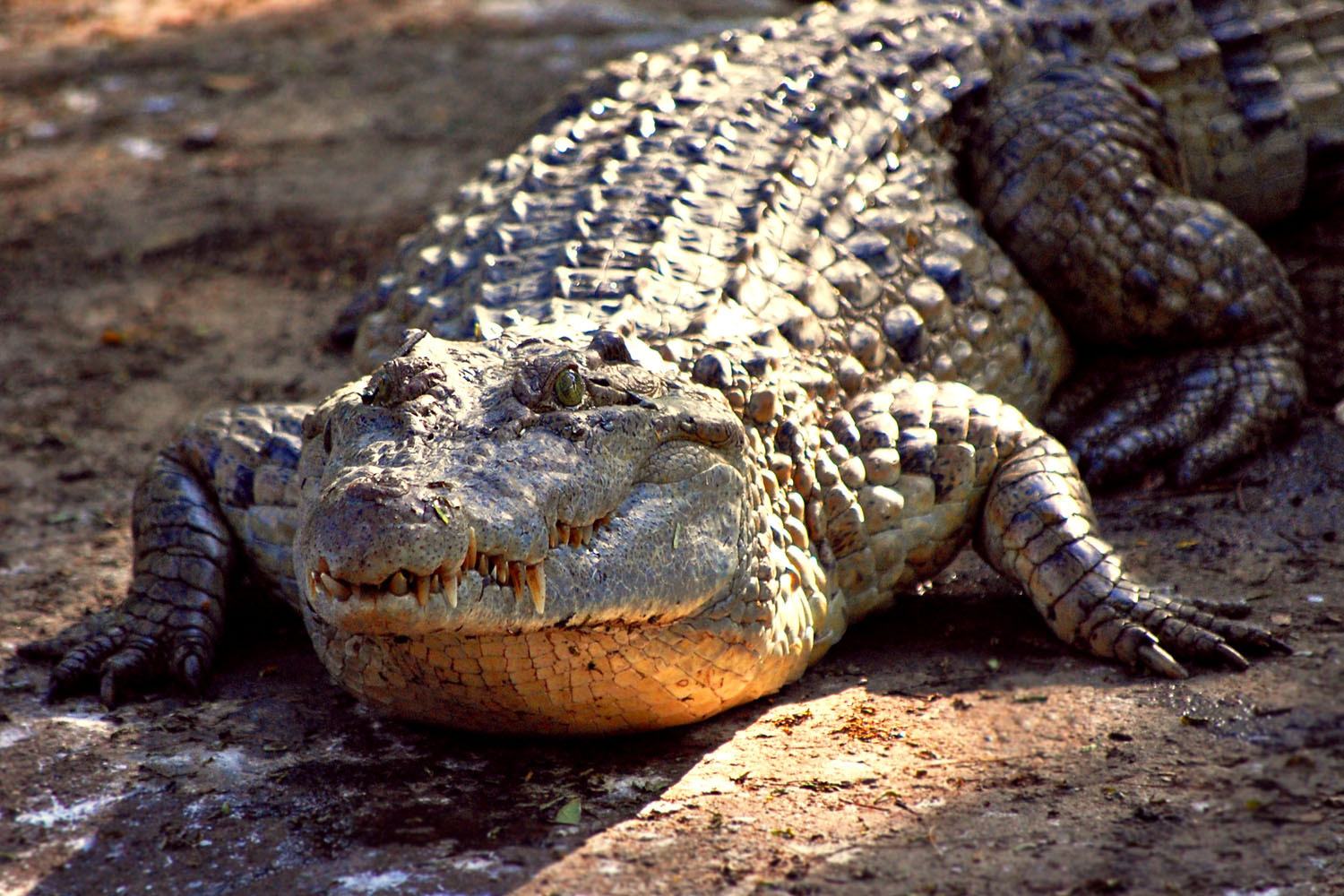
Филиппинский крокодил

На Филиппинах насчитывается более 111 видов амфибий, 80% которых являются эндемиками и 270 видов рептилий, 70% которых также являются эндемиками.
На Филиппинах обитает около 50-60 видов лягушек-эндемиков рода островницы, который является самым разнообразным родом земноводных на архипелаге.
В стране живет 114 видов змей, 14 из которых ядовиты. На Филиппинах обитает пресноводный филиппинский крокодил, находящийся на гране вымирания.
Также на Филиппинах обитают varanus olivaceus, филиппинские лесные черепахи, также находящиеся под угрозой исчезновения. На архипелаге живут панайские и лесные вараны.

## Рыба

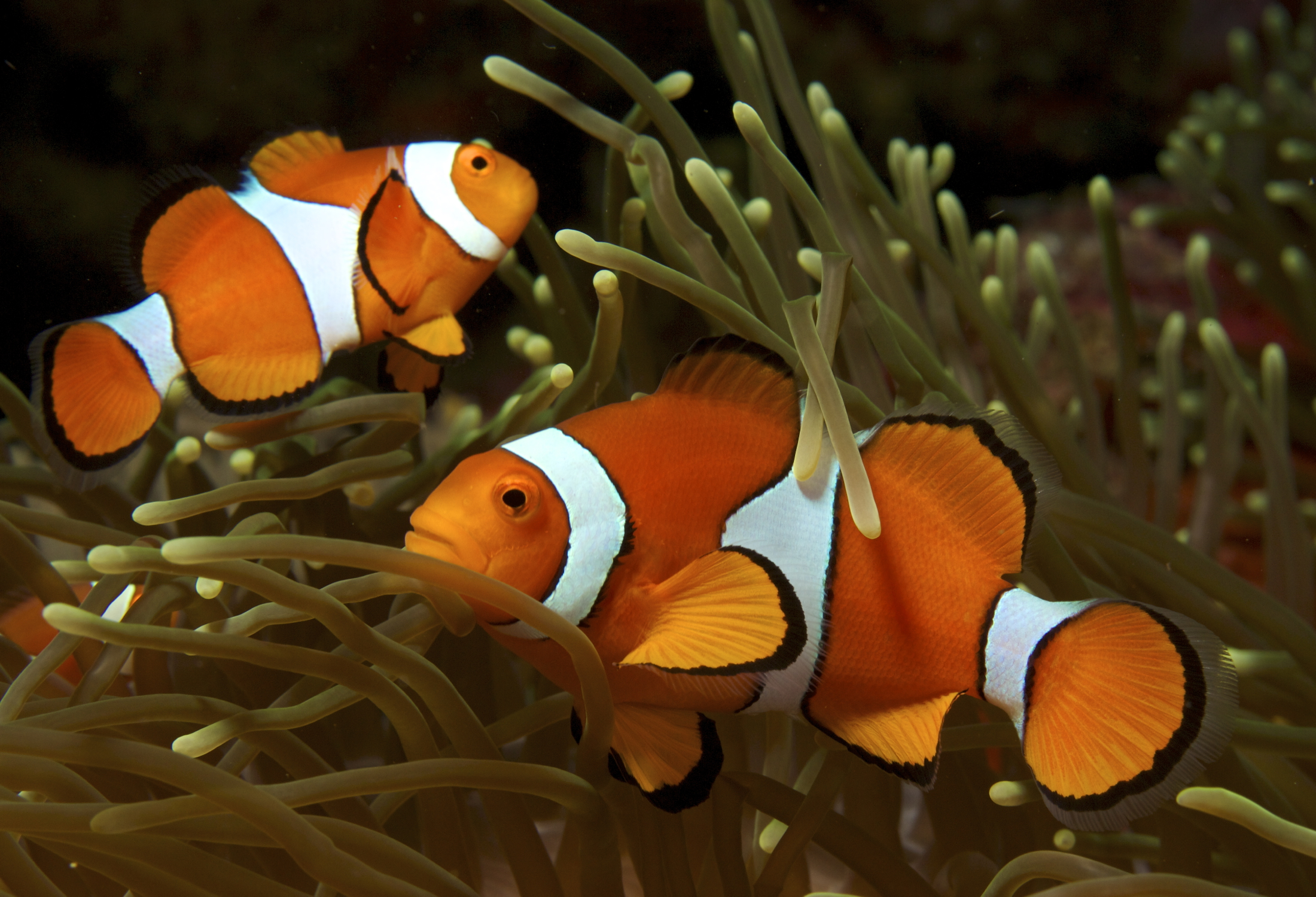
Рыба-клоун

На Филиппинах обитает 3400 видов рыб, 120 из которых эндемики. Среди них вымирающая акула-эндемик филиппинская суповая акула, относящаяся к семейству куньих акул, arius manillensis, относящаяся к сомообразным, рыбы из рода barbodes и многие другие.
На кораловых рифах Филиппин живут: рыбы-хирурги, рыбы-клоуны, иглобрюхи, мурены и другие. Также в водах страны живут скаты, акулы: белопёрые и темнопёрые, шёлковые, песчаные, тигровые, акулы-молоты, а также белые акулы. В водах Филиппин обитают также тунец, рыба-луна, скумбрия, большая баракуда.
330 видов пресноводных рыб живет в водоемах Филиппин включая более 35 эндемиков, например пресноводная сардина, обитающая только в озере Тааль.